# Jal·likattu

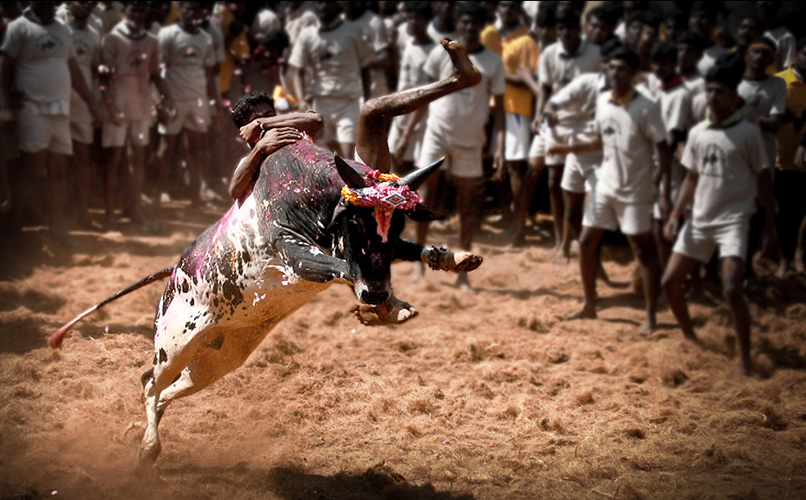
Un jove intentant controlar el bou aferrat a les banyes a Alanganallur. El color roig és sindur, pigment vermell que es fa servir per beneir els bous.

Jal·likattu (tàmil சல்லிகட்டு) és una festa popular de Tàmil Nadu (Unió Índia) similar als bous al carrer. També es coneix com a "Manju Virattu", que vol dir "córrer amb el bou". La festa forma part de la celebració religiosa de Pongal que s'organitza a les primeries de l'any. Els Jal·likattu més importants se celebren a Alanganallur, a la vora de Madurai, a Avaniapuram i a Tiruvapur, a la vora de Pudukottai. L'ambient és molt similar al dels correbous, la diferència és que els xiquets més valents intenten pujar al llom del bou i mantindre's damunt el més temps possible. Mentre altres distreuen al bou el xiquet aprofita i des del costat salta damunt del bou i s'aferra, si pot, a les banyes que és la millor posició.
La major part de la gent però es limiten a provocar al bou i a córrer quan ataca, igual que als bous al carrer dels Països Catalans. Sembla que l'origen del Jal·likattu actual rau en una antiga tradició dràvida coneguda en tàmil com a Eruthazhuvuthal (ஏருதழுவுதல்) en la que els homes havien de demostrar públicament llur coratge.

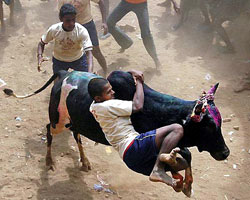
Xiquet damunt del bou al Jal·likattu